# 1935 en sport automobile
Chronologie du Sport automobile
1934 en sport automobile - 1935 en sport automobile - 1936 en sport automobile

## Les faits marquants de l'année1935enSport automobile
- Le Français Christian Lahaye remporte le Rallye automobile Monte-Carlo sur une Renault.
- Le pilote allemand Rudolf Caracciola est champion d'Europe des pilotes de "Formule".

## Par mois

### Février
- 24 février : Grand Prix de Pau.

### Mars
- 7 mars : à Daytona Beach, Malcolm Campbell établit un nouveau record de vitesse terrestre : 445,32 km/h.

### Avril
- 1er avril : Les Murphy s'impose sur une MG lors du Grand Prix d'Australie.
- 14 avril : Mille Miglia
- 22 avril : Grand Prix automobile de Monaco.
- 28 avril : Targa Florio.

### Mai
- 5 mai : Grand Prix automobile de Tunisie.
- 12 mai : Grand Prix automobile de Tripoli.
- 26 mai : Avusrennen.
- 30 mai : 500 miles d'Indianapolis

### Juin
- 9 juin : Grand Prix des Frontières.
- 15 juin : départ de la treizième édition des 24 Heures du Mans.
- 16 juin :
  - Victoire de Johnny Hindmarsh et Luis Fontés sur une Lagonda aux 24 Heures du Mans.
  - Victoire de Rudolf Caracciola dans la course de l'Eifelrennen.
- 23 juin : Grand Prix automobile de France.
- 30 juin : Grand Prix automobile de Penya-Rhin.

### Juillet
- 14 juillet : Grand Prix automobile de Belgique.
- 28 juillet : Grand Prix automobile d'Allemagne.

### Août
- 15 août : Grand Prix automobile de Pescara.
- 25 août : Grand Prix automobile de Suisse.

### Septembre
- 3 septembre : à Bonneville Salt Flats, Malcolm Campbell établi un nouveau record de vitesse terrestre : 484,62 km/h.
- 8 septembre : Grand Prix automobile d'Italie.
- 22 septembre : Grand Prix automobile d'Espagne.
- 29 septembre : Grand Prix automobile de Tchécoslovaquie.

## Naissances
- 8 janvier : Ilia Tchoubrikov, pilote de rallyes bulgare.
- 16 mars : Peter de Klerk, pilote automobile  sud-africain.
- 28 mars : Hubert Hahne, pilote automobile allemand.
- 26 juin : Carlo Facetti, pilote automobile italien.
- 11 juillet : Giorgio Pianta, pilote automobile italien, († 18 avril 2014).
- 23 juillet : 
  - John Cordts, pilote automobile canadien.
  - Jim Hall, pilote et constructeur automobile américain.
- 27 juillet : Jean-Charles Rolland, pilote automobile français.  († 17 septembre 1967).
- 7 août : Jean-Louis Marnat,  pilote automobile français, († juillet 1985).
- 12 août : Mauro Nesti, pilote automobile de courses de côte italien.
- 28 novembre : Claude Laurent, pilote automobile français.
- 21 décembre : Lorenzo Bandini,  pilote automobile italien, († 10 mai 1967).

## Décès
- 7 juillet : Jean Desvignes, pilote automobile français de voitures de sport. (° 12 novembre 1900).